# La Chapelle-sur-Coise
La Chapelle-sur-Coise – miejscowość i gmina we Francji, w regionie Owernia-Rodan-Alpy, w departamencie Rodan.
Według danych na rok 1990 gminę zamieszkiwały 313 osoby, a gęstość zaludnienia wynosiła 48 osób/km² (wśród 2880 gmin regionu Rodan-Alpy La Chapelle-sur-Coise plasuje się na 1316. miejscu pod względem liczby ludności, natomiast pod względem powierzchni na miejscu 1396.).